# Форт-Енн (селище, Нью-Йорк)
Форт-Енн (англ. Fort Ann) — селище (англ. village) в США, в окрузі Вашингтон штату Нью-Йорк. Населення — 460 осіб (2020).

## Географія
Форт-Енн розташований за координатами 43°24′56″ пн. ш. 73°29′23″ зх. д. / 43.41556° пн. ш. 73.48972° зх. д. (43.415615, -73.489820).  За даними Бюро перепису населення США в 2010 році селище мало площу 0,80 км², з яких 0,76 км² — суходіл та 0,04 км² — водойми.

## Демографія
Згідно з переписом 2010 року, у селищі мешкали 484 особи в 187 домогосподарствах у складі 136 родин. Густота населення становила 608 осіб/км².  Було 202 помешкання (254/км²).
Расовий склад населення:
| - 98,1 % — білих - 0,6 % — азіатів |

До двох чи більше рас належало 0,4 %. Частка іспаномовних становила 4,5 % від усіх жителів.
За віковим діапазоном населення розподілялося таким чином: 24,0 % — особи молодші 18 років, 60,1 % — особи у віці 18—64 років, 15,9 % — особи у віці 65 років та старші. Медіана віку мешканця становила 38,0 року. На 100 осіб жіночої статі у селищі припадало 96,0 чоловіків;  на 100 жінок у віці від 18 років та старших — 90,7 чоловіків також старших 18 років.
Середній дохід на одне домашнє господарство  становив 67 245 доларів США (медіана — 68 482), а середній дохід на одну сім'ю — 76 686 доларів (медіана — 74 500). Медіана доходів становила 53 393 долари для чоловіків та 41 111 долар для жінок. За межею бідності перебувало 8,1 % осіб, у тому числі 6,1 % дітей у віці до 18 років та 0,0 % осіб у віці 65 років та старших.
Цивільне працевлаштоване населення становило 281 особа. Основні галузі зайнятості: освіта, охорона здоров'я та соціальна допомога — 29,2 %, виробництво — 16,4 %, роздрібна торгівля — 11,7 %, мистецтво, розваги та відпочинок — 11,0 %.